# Веди (река)
Веди (јерм. Վեդի) је река у Јерменији, лева притока Аракса. Протиче кроз марз (провинцију) Арарат на југозападу Јерменије.
Извире у северозападном делу марза Арарат. Укупна дужина водотока је 58 km, просечан проток је 1,84 m³/s, а површина сливног подручја 633 km². Припада сливном подручју реке Куре, односно Каспијског језера. 
Протиче кроз истоимени градић.
У горњем делу тока је изразито брза, са бројним каскадама, док је при ушћу доста мирна са широким коритом. Обале и дно корита су каменити. Њене воде се користе за потребе наводњавања пољопривредних површина.